# نيكولا بومباتشي
كان نيكولا بومباتشي (بالإيطالية:Nicola Bombacci) (24 أكتوبر 1879 - 28 أبريل 1945) ثوريًا ماركسيًا إيطاليًا. بدأ في الحزب الاشتراكي الإيطالي كمعارض للجناح الإصلاحي وأصبح عضوًا مؤسسًا للحزب الشيوعي الإيطالي في عام 1921, وجلس في اللجنة المركزية المكونة من خمسة عشر رجلاً. خلال الجزء الأخير من حياته، وخاصة خلال الحرب العالمية الثانية، تحالف بومباتشي مع بينيتو موسوليني والجمهورية الاجتماعية الإيطالية ضد غزو الحلفاء لإيطاليا. لقي وفاته بعد إطلاق النار عليه من قبل الثوار الشيوعيين وتم تعليق جسده لاحقًا في ساحة لوريتو.

## سيرة شخصية

### خلفية
وُلد نيكولا بومباتشي بالقرب من فورلي في 24 أكتوبر 1879.

### الحزب الاشتراكي الإيطالي
خلال فترة مراهقته، انضم إلى الحزب الاشتراكي الإيطالي، الذي أصبح فجأة زعيمًا وطنيًا على رأس الجناح الثوري المعروف باسم Massimalisti؛ ومن الأعضاء البارزين الآخرين في هذا الجناح اليساري المتطرف كوستانتينو لازاري وبينيتو موسوليني. في عام 1919, أصبح بومباتشي أمينًا لـ PSI وفي الانتخابات العامة في نفس العام قاد الاشتراكيين إلى أفضل نتيجة لهم على الإطلاق. فاز الحزب الاشتراكي الدولي في الانتخابات بنسبة 32.3٪ وأصبح الحزب الأول بالأصوات والمقاعد. ثم في العام التالي، استقال بومباتشي من منصب سكرتير الحزب الاشتراكي، بسبب بعض التوترات مع الجناح اليميني للحزب بقيادة فيليبو توراتي.

### الحزب الشيوعي الإيطالي

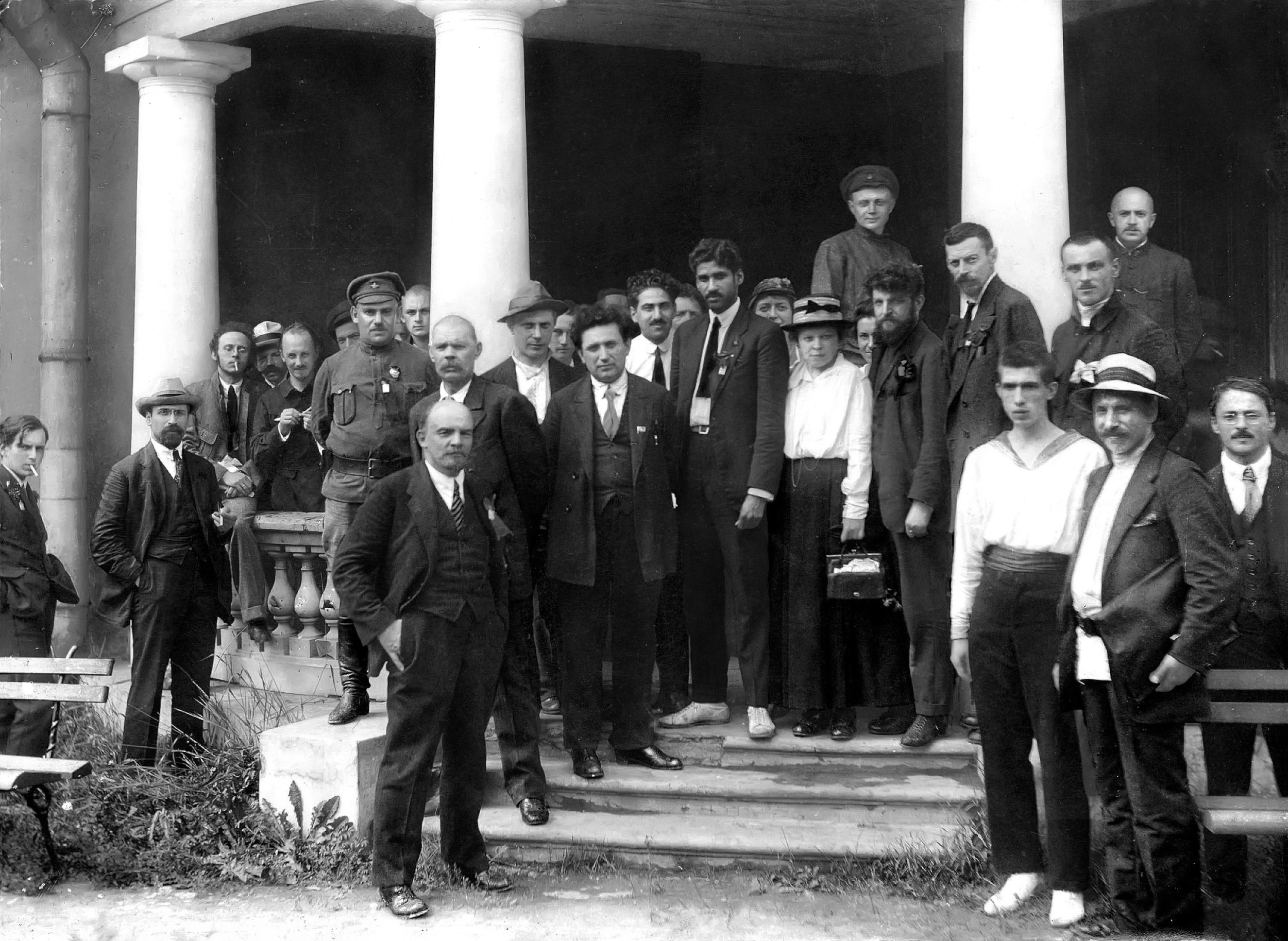
مندوبي المؤتمر العالمي الثاني للكومنترن, 1920.

في عام 1921 أصبح أحد الآباء المؤسسين للحزب الشيوعي الإيطالي. كان بومباتشي صديقًا للديكتاتور الفاشي الإيطالي المستقبلي بينيتو موسوليني. طُرد من الحزب الشيوعي عام 1927 لاعتناقه موقفًا مؤيدًا للفاشية. منذ عام 1927 فصاعدًا، أصبح بومباتشي فاشيًا منفتحًا، على الرغم من أنه لم ينضم رسميًا إلى الحزب الفاشي الوطني. بعد الإطاحة بموسوليني من منصب رئيس وزراء مملكة إيطاليا في عام 1943, ظل بومباتشي مواليًا لموسوليني وحاول مساعدته في إضفاء الشرعية على الجمهورية الاجتماعية الإيطالية وإضفاء الشرعية على الفاشية الإيطالية.

### الجمهورية الاجتماعية الإيطالية
منذ أيامه في الحزب الاشتراكي كزميل ماسيماليستا، كان بومباتشي صديقًا لموسوليني. في مجلة La Verità في عام 1936, اعترف بومباتشي «بانضمامه للفاشية ولكن أيضًا بالشيوعية», وكتب: «لقد جعلت الفاشية الثورة الاجتماعية العظيمة، وموسوليني ولينين، ودولة الاتحاد السوفيتي والفاشي، وروما وموسكو. كان لابد من تصحيح العديد من المواقف التي تم اتخاذها بالفعل، وليس لدينا أي شيء نطلب العفو عنه كما هو الحال في الحاضر والماضي على حد سواء نحن مدفوعون بنفس المثل الأعلى: انتصار العمل».
في وقت لاحق من حياته، على الرغم من أنه لم يكن عضوًا رسميًا يحمل بطاقة في الحزب الوطني الفاشي، حاول بومباتشي مساعدة موسوليني في إضفاء الشرعية على الجمهورية الاجتماعية الإيطالية وإلغاء الشرعية الفاشية الإيطالية بعد الإطاحة بموسوليني من منصب رئيس وزراء مملكة إيطاليا. كان مؤلف النظرية الاقتصادية للاشتراكية الفاشية لمؤتمر فيرونا عام 1943 . أطلق بومباتشي الملقب بـ «البابا الأحمر» على البرجوازية، وقد أخبر حشدًا من الناس في جنوة في عام 1945 أن «ستالين لن يصنع الاشتراكية أبدًا. بالأحرى سوف موسوليني.»

### الوفاة

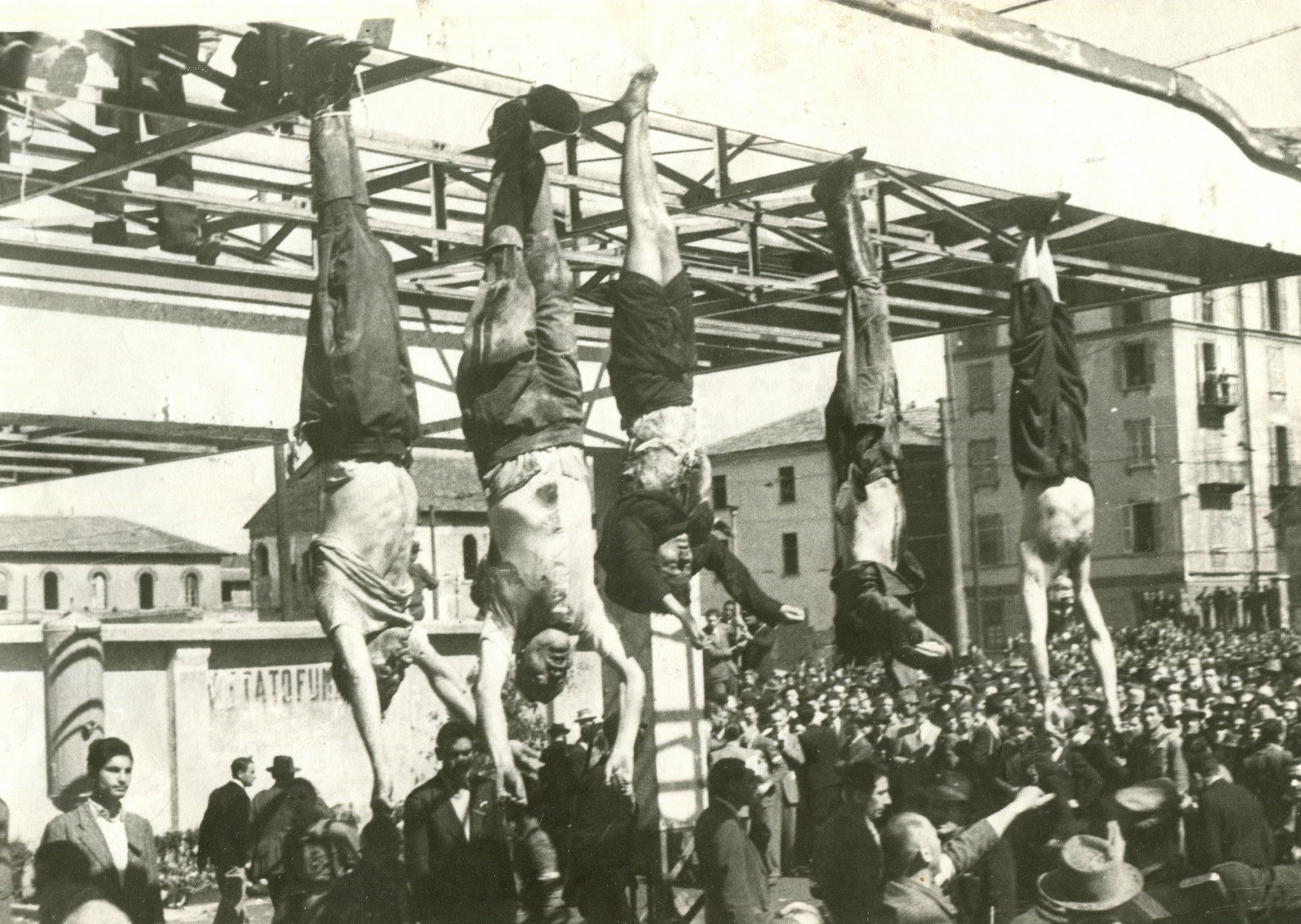
من اليسار إلى اليمين, وجثث بومباتشي, موسوليني، بيتاتشي, Pavolini وستاراتشي في ساحة لوريتو، 1945.

تم إطلاق النار على بومباتشي في 28 أبريل 1945 في دونغو (مقاطعة كومو) حيث تم القبض عليه - مع موسوليني - من قبل الثوار الشيوعيين الإيطاليين. تم إطلاق النار عليه بإجراءات موجزة بجانب موسوليني. قبل إعدامه، صرخ بومباتشي «يعيش موسوليني! عاشت الاشتراكية!» بعد وفاته، تم تعليقه رأسًا على عقب في ساحة لوريتو في عرض عام، إلى جانب موسوليني وكلارا بيتاتشي ورئيس الحزب الجمهوري الفاشي أليساندرو بافوليني وآخرين.
بعد أربعة أيام من وفاته، قرأ صديقه القديم والرفيق فيكتور سيرج ما حدث في إحدى الصحف في المكسيك، حيث كان يعيش في المنفى، وكتب عدة صفحات عميقة في مذكرته يصف حياة هذا الرجل المعقد وخياراته الصعبة. من خلال الانخراط في ما أسماه «علم النفس العملي», حاول سيرج تخيل كيف يمكن أن يصبح شيوعي سابق فاشيًا: «بين بعض الإيطاليين، لا سيما بين الماركسيين السابقين والنقابيين السابقين، أصبحت رؤيتان واضحتان: أنه مع استنفاد الديمقراطيات الليبرالية وضعفت الاشتراكية، وكانت الأنظمة النقابية في طريقها لفرض صيغها الجديدة؛ وذلك من خلال هذا الباب الضيق سيمر الجماعية، الشرط المسبق لاشتراكية مختلفة عن تلك المرغوبة في القرن التاسع عشر... تتوافق بشكل أفضل مع طبيعة الإنسان الأساسية».

## روابط خارجية
- في زمن الازدواجية بقلم فيكتور سيرج